# Monarrhenus pinifolius
Espèce
Classification phylogénétique
Monarrhenus pinifolius est une espèce de plante à fleurs de la  famille des Asteraceae. C'est un arbrisseau endémique de La Réunion, présent exclusivement sur les parois de certaines falaises.

## Appellations
Le nom scientifique du genre, Monarrhenus, est formé à partir des mots grecs μονός [monos] « unique » et άρρεν [arrhen] « mâle » parce que les capitules comprennent une seule fleur mâle entourée d'environ neuf fleurs femelles. Celui de l'espèce, pinifolius, fait référence à la forme des feuilles qui sont ressemblantes à celles d'un pin ; il est composé à partir des mots latins pinus (le pin) et folium (la feuille).
L'espèce est également appelée “bois de chenilles” (ou “bois de chenille” ou “bois de sénil”) mais ce nom crée éventuellement une confusion avec l'espèce voisine, Monarrhenus salicifolius, ou avec un autre “bois de chenilles”, un arbuste endémique des Mascareignes, Clerodendron heterophyllum, de la famille des Lamiaceae (ou des Verbenaceae selon la classification de Cronquist).

### Synonymes scientifiques
- Conyza salicifolia Lam. (description qui recouvrait à la fois Monarrhenus pinifolius et Monarrhenus salicifolius)

## Écologie
Monarrhenus pinifolius croît sur des falaises rocheuses exposées, en zone semi-sèche.

## Utilisations
Dès le début du XIXe siècle, la “Conyze vulnéraire” (Conyza salicifolia) est décrite comme « un célèbre vulnéraire à l'île de Bourbon ou Mascareigne », sans distinction établie entre Monarrhenus salicifolius et Monarrhenus pinifolius.